# XVI arrondissement di Marsiglia
Il XVI arrondissement di Marsiglia (in francese 16e arrondissement de Marseille) è uno dei sedici arrondissement in cui è suddivisa la città francese. 
Confina a nord con i comuni di Les Pennes-Mirabeau, ad est con il XV arrondissement, a sud-ovest con il mar Mediterraneo e ad ovest con il comune di La Rove. 
Fa parte della macroarea nota come Quartieri Nord (Quartiers nord in francese).
È suddiviso in quattro quartieri ufficiali: L'Estaque, Les Riaux, Saint-André e Saint-Henri